# Lampartopol
Lampartopol – dawne miasto, obecnie część Kopanicy w województwie wielkopolskim, w powiecie wolsztyńskim, w gminie Siedlec.
Lampartopol został założony przez starostę kopanickiego Lamparta Sierakowskiego i otrzymał prawa miejskie w 1641. Był zatem miastem prywatnym, w przeciwieństwie do Kopanicy, do której przylegał, będącej miastem królewskim Korony Królestwa Polskiego. Osadzono w nim sukienników, którym w latach 1645–1650 nadano znaczne przywileje. Lampartopol (będący miastem do 1655 lub przed 1800) i pobliska Kopanica zostały zniszczone przez wojny szwedzkie.